# Solna Offset
Solna Offset AB – utworzona w 1946 szwedzka wytwórnia offsetowych maszyn drukarskich. Początkowo wytwarzano w niej maszyny do druku arkuszowego. Pierwszą maszynę do druku zwojowego wyprodukowano w niej w 1952.

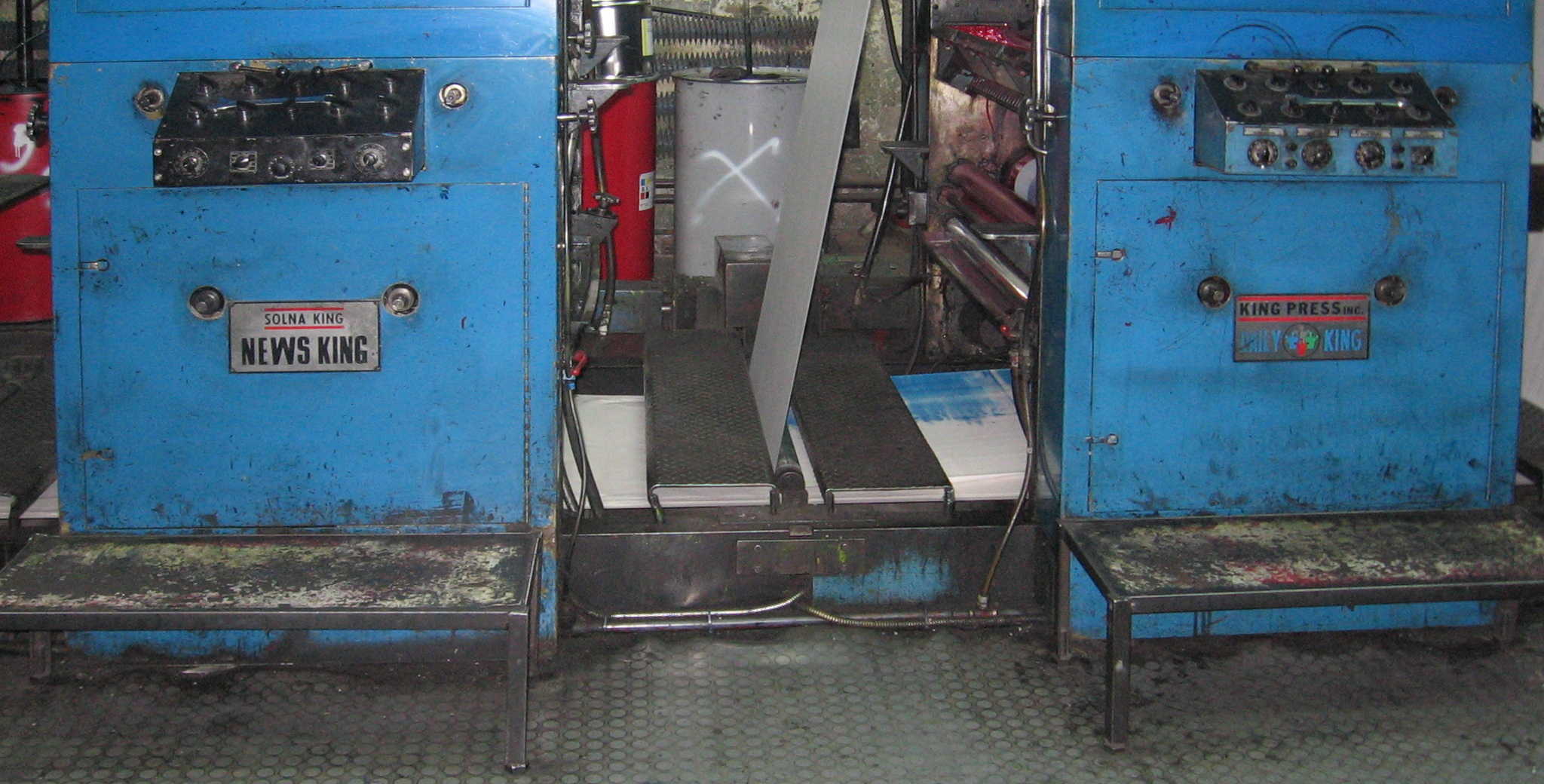
maszyna drukarska z 1978, w której współpracują ze sobą zespoły wyprodukowane przez Solna i przez King Press

Specjalizuje się w budowie małych i średnich maszyn do druku zwojowego (z pojedynczym obwodem i z pojedynczą szerokością cylindra). W latach 70. budowała maszyny na licencji nieistniejącej już amerykańskiej wytwórni King Press.
Obecnie siedziba firmy znajduje się w nie w sztokholmskiej gminie Solna, tylko w gminie Järfälla, w pobliżu lotniska Arlanda, natomiast dwie najważniejsze fabryki mieszczą się w miejscowościach Motala 250 km na południe od Sztokholmu i w Ockelbo – 200 km na północ od stolicy.